# 津田弘道 (男爵)

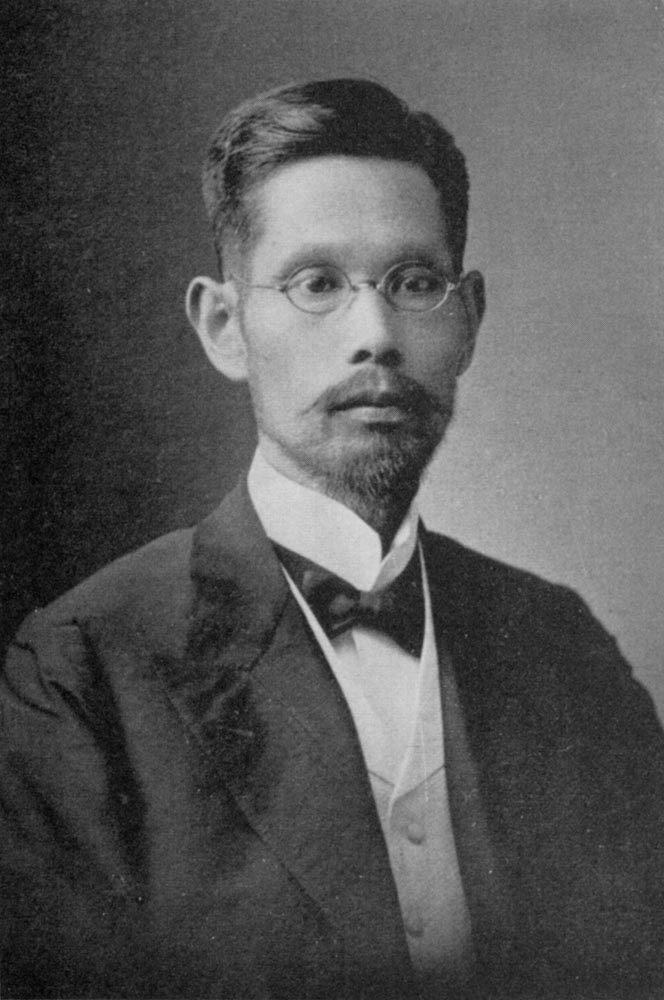
津田弘道

津田 弘道（つだ ひろみち、1870年6月5日（明治3年5月7日）- 1931年（昭和6年）12月31日）は、明治から昭和期の建築家、政治家、華族。貴族院男爵議員。出生名・皐二(たかじ)。

## 経歴
法学者・津田真道の長男として生まれる。父の死去に伴い1903年（明治36年）9月19日、男爵を襲爵し、同年、弘道に改名した。
1888年（明治21年）獨逸学協会学校を卒業。同年、ドイツ帝国に留学し、1892年（明治25年）ヴュルテンベルク王国王立高等工業学校を卒業し、さらに1895年（明治28年）にベルリン美術大学に転入する。同大学主任教授であったエンデに製図を習い、ベルリン工科大学に入学し建築学をおさめ、1897年（明治30年）に帰国。1899年（明治32年）東宮御所御造営局御用掛となり設計課で勤務。1905年（明治38年）に辞職し、1909年（明治42年）津田工業事務所（建築設計工務所）を設立した。
1911年（明治44年）7月10日、貴族院男爵議員に選出され、1918年（大正7年）7月9日まで1期在任した。

## 親族
- 妻 加津（加瀬忠二郎二女、離縁）[1]
- 長男 道明（男爵）[1][4]